# Diahnne Abbott
Diahnne Abbott (n. 1 ianuarie 1945, New York City, New York, SUA), cunoscută și ca Diahnne Eugenia Abbott sau Diahnne Déa, este o actriță și cântăreață americană. Abbott a jucat în roluri secundare în filme din anii 1970 și 1980, printre care și Taxi Driver. Abbott a fost căsătorită cu actorul Robert De Niro, cu care are un fiu, Raphael. De Niro a adoptat-o pe Drena, fiica lui Abbott dintr-un mariaj anterior. Drena De Niro a apărut în filmele tatălui său Showtime, Wag the Dog and City by the Sea. Robert De Niro și Diahnne Abbott au divorțat în 1988.
Abbott a jucat un rol cameo în filmul New York, New York, în care interpretează cântecul clasic al lui Fats Waller, "Honeysuckle Rose".
Diahnne Abbott este verișoara cântăreței Gregory Abbott, cunoscută pentru cântecul său din 1986 – "Shake You Down".

## Filmografie

### Film
| An   | Titlu                              | Rol                        |
| ---- | ---------------------------------- | -------------------------- |
| 1976 | Taxi Driver                        | Concession Girl            |
| 1976 | Welcome to L.A.                    | Jeanette Ross              |
| 1977 | New York, New York                 | Cântăreața din Harlem Club |
| 1983 | The King of Comedy                 | Rita Keane                 |
| 1984 | Love Streams                       | Susan                      |
| 1986 | Jo Jo Dancer, Your Life Is Calling | Mama                       |
| 2000 | Before Night Falls                 | Blanca Romero              |
| 2002 | Soliloquy                          | Leah                       |

### Televiziune
| An   | Titlu       | Rol                   |
| ---- | ----------- | --------------------- |
| 1988 | Crime Story | Sonia (trei episoade) |